# Мімоза Кусарі-Ліла
Мімоза Кусарі Ліла (алб. Mimoza Kusari Lila; нар. 16 жовтня 1975, Джяковіца) — косово-албанський державний і політичний діяч, член Альянсу нового Косова (AKR).

## Біографія
Народилася 16 жовтня 1975 року в місті Джяковіца на південному заході Косова в родині інтелігентів: батько був лікарем-пульмонологом, мати — вчителем албанської мови і літератури в школі. Деякий час сім'я жила в косівському місті Печ, потім в середині 1980-х років знову повернулася в Джяковіцу.
Закінчила гімназію «Hajdar Dushi», після чого вступила на економічний факультет Університету Приштіни (припинив існування у 1999 році), закінчивши його за спеціальністю «Менеджмент та інформаційні системи», при цьому працюючи для оплати навчання.
Коли в 1998—1999 роках розгорівся конфлікт у Косово, вона працювала в організації «Лікарі без кордонів» та ОБСЄ. Також працювала в таборі для біженців у Македонії, отримавши престижну стипендію Ron Brown Scholarship від Держдепартаменту США для продовження навчання на MBA в США. Під час перебування в США, Мімоза Кусарі-Ліла продовжила навчання в Інституті економіки, Університеті Колорадо і Університеті Дюкейна в Піттсбурзі (штат Пенсільванія), отримавши ступінь магістра в галузі електронного бізнесу.
В Америці вона проявила активність в організації і роботі студентських спільнот. Заснувала і була першим президентом Асоціації ділових жінок університету Дюкейн (англ. Association of Business Women of Duquesne University) та була в числі трьох стипендіатів Ron Brown Scholarship з країн Східної Європи, запрошених держсекретарем Мадлен Олбрайт на святкування Міжнародного тижня освіти у Вашингтоні. Після закінчення навчання працювала стажеркою у відділі електронних продажів корпорації Bayer Corporation в Піттсбурзі.
Після повернення в Косово в 2001 році, Мімоза Кусарі-Ліла сприяла створенню American University in Kosovo — нині одного з провідних косовських вузів. У 2003 році перейшла на державну службу, коли їй запропонували посаду прес-секретаря і політичного радника тодішнього прем'єр-міністра Косова Байрама Реджепі, ставши першою жінкою на цій посаді. Тимчасово віддалилася від політики наприкінці 2004 року, через шлюб з Арбеном Ліла і подальше народження сина. Після шлюбу додала прізвище чоловіка до свого, використовуючи подвійне прізвище в подальшій діяльності.
Відновила свою діяльність як директор Департаменту енергетики в Міністерстві енергетики та вугільної промисловості, пізніше — в Американській торговельній палаті Косова, де вона пропрацювала виконавчим директором у 2006—2009 роках. У 2009 році брала участь у чотиримісячній дослідницькій Програмі Фулбрайта Джорджтаунського університету у Вашингтоні. Цього ж року висунула свою кандидатуру на пост мера міста Джяковіца від партії АКР, але не перемогла на виборах. У лютому 2011 року призначена заступником прем'єр-міністра Косова і міністром торгівлі і промисловості, пропрацювавши на цих посадах до 2 жовтня 2013 року, коли остаточно пішла зі своїх посад в уряді для участі у виборчій кампанії на посаду мера Джяковіци вдруге. Цього разу, перемігши у другому турі виборів, Мімоза Кусарі-Ліла стала першою жінкою-мером в історії Косова; перебуває на цій посаді з листопада 2013 року.